# 製糸業

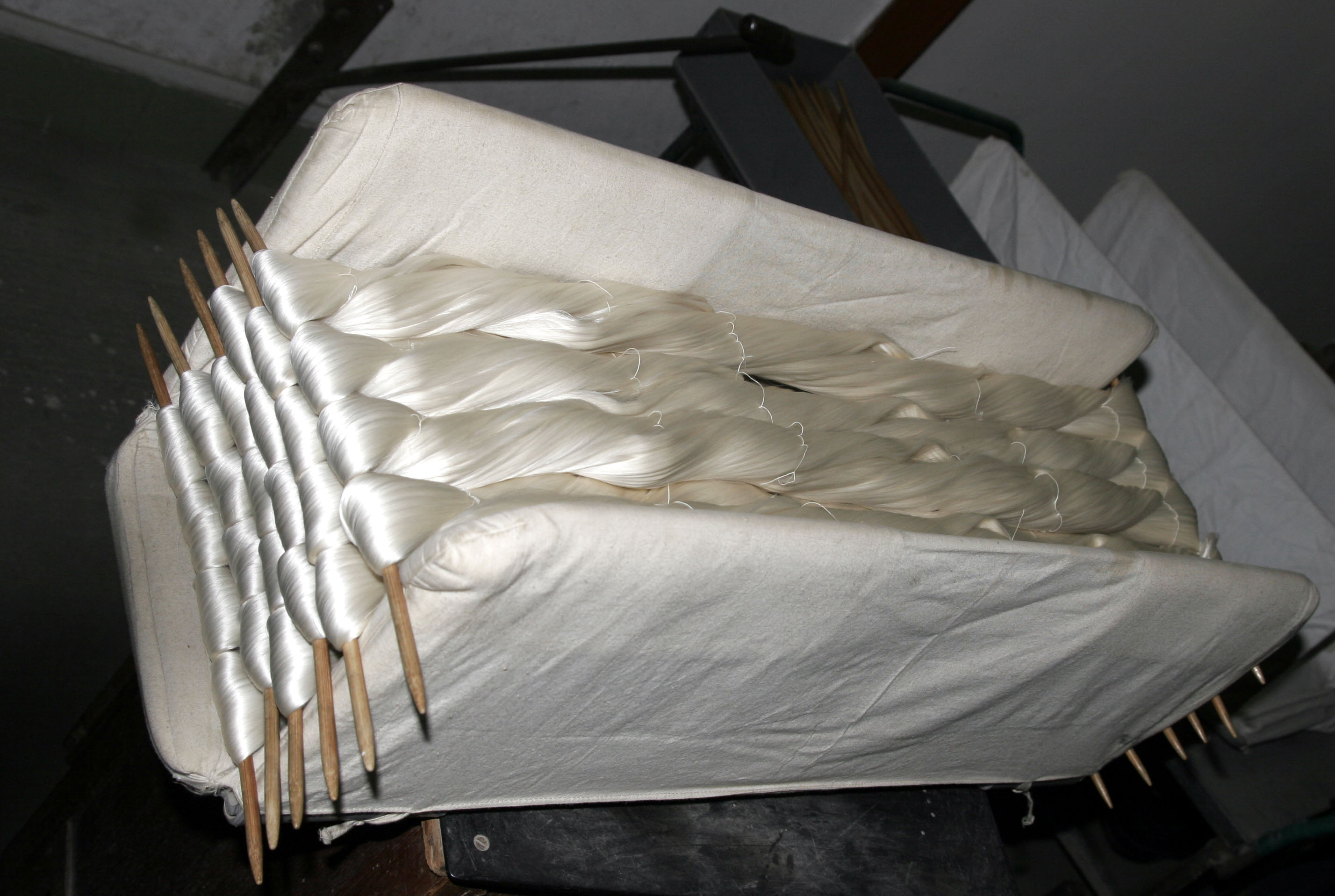
生糸

製糸業（せいしぎょう）とは、蚕（カイコ）から絹織物の原材料となる生糸を生産する産業である。

## 概要
明治期から昭和初期にかけて生糸と絹製品は、緑茶ともに日本の外貨獲得にとって重要な商品・産業であった。このため、製糸業といえば主に生糸の製造業のことを指して使われるようになった。なお綿や羊毛から糸を紡ぐ作業は紡績という。

## 日本の製糸業

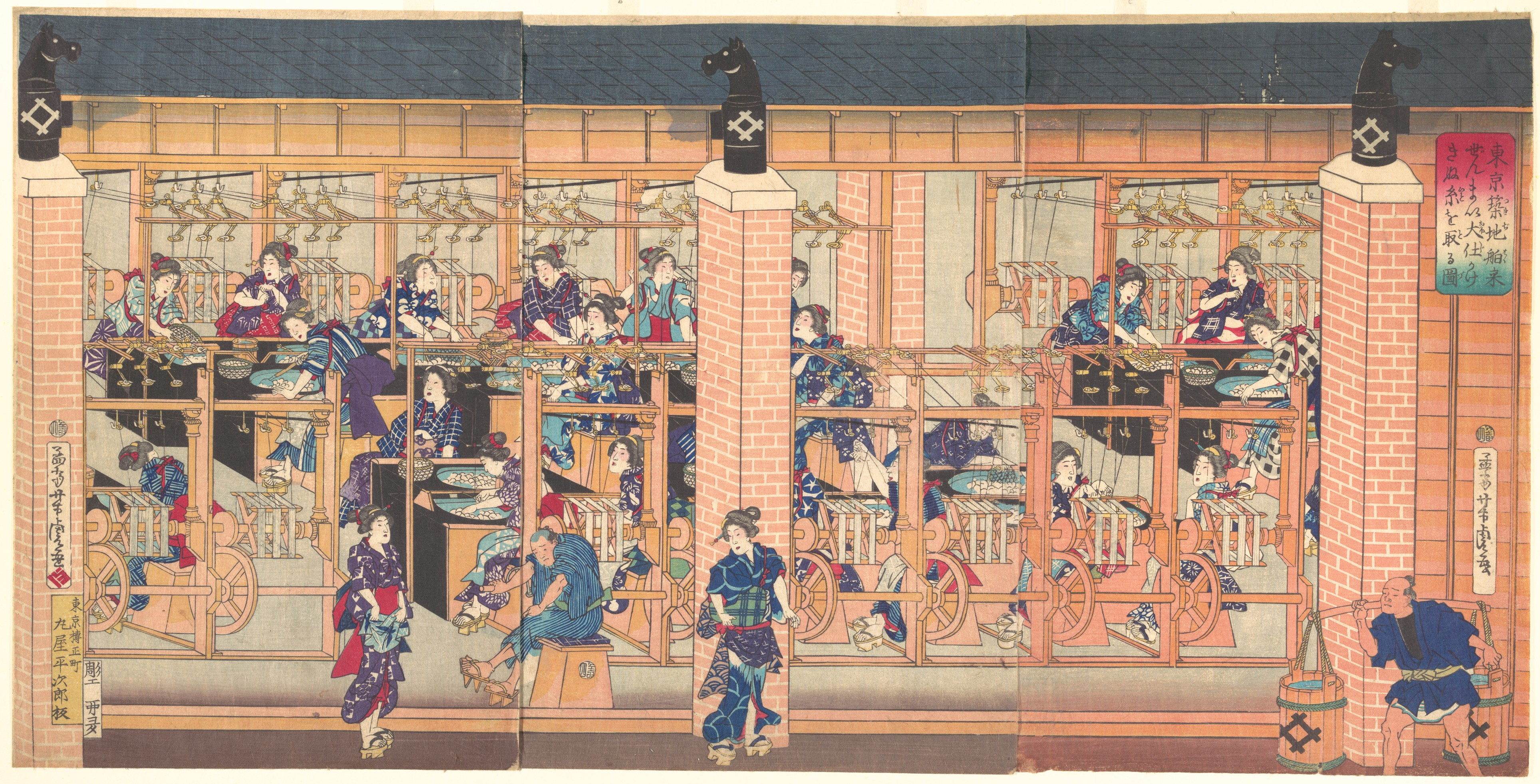
『東京築地舶来ぜんまい大仕かけきぬ糸をとる図』（歌川芳虎筆、1872年）。古河市兵衛による築地製糸場が描かれている

日本では弥生時代に大陸から絹作りが伝来したと考えられており、江戸時代には東北地方や信濃国、上野国、甲斐国などにおいて養蚕業と製糸が行われていた。
江戸幕府が横浜などを開港した安政6年（1859年）当時、ヨーロッパ諸国の蚕は微粒子病による打撃を受けていた。日本産生糸は中国産生糸に劣らぬ品質を持つものとして評価されたため、生糸生産は明治期にかけて日本の輸出貿易の中心となった。八王子から輸出用の生糸を横浜へ運ぶ神奈川往還は“絹の道”となった。甲斐国在方出身の甲州屋忠右衛門や川手五郎右衛門ら地元物産を外国向けに売り込む投機商も出現した。
こうした近世の都市町人を中心とする商人層に対し、幕末から明治初年には在方に出自をもつ豪農層が成長し、明治後年には地方商人や地主階層が次々と製糸業を創業した。明治10年代には長野県、山梨県、岐阜県を中心とする東日本を中心に生産が行われた。
製糸業は明治政府の殖産興業の主力として国策的に振興された。民間での創業を促すため、原料繭購入資金の融資を行う地方銀行や高利貸しには政府からの政策的融資が行われ、原善三郎や茂木惣兵衛ら生糸売込商も台頭する。
明治政府は生糸の増産と、ヨーロッパからの導入した製糸技術の吸収・普及のため、官営製糸場も設けた。明治5年（1872年）につくられた富岡製糸場はフランス式の蒸気動力で繰糸機などを動かし、現存する施設が世界遺産に登録されて著名である。翌1873年には東京都心部に、水車を使うイタリア式の葵町製糸場（現在の虎ノ門）を開設した。葵町製糸場は数年稼働したのみだが、笠岡製糸場（岡山県笠岡市）のモデルとなり、近代製糸業の西日本への伝播に役割を果たしたとみられている。
日本産生糸の主な輸出先は当初はフランスで、後に絹織物産業が急速な発展を遂げたアメリカ合衆国へ移った。明治後年にはイタリア、中国をしのぐ輸出量を誇った。
日本の製糸業ははじめ、座繰式の製糸機械が普及し生糸生産を行っていた。イタリア、フランスから器械製糸の技術が導入されると、富岡製糸場など各地で導入が進んだ。日本の製糸業者の多くは10人繰以上30人繰未満の中小規模業者が中心で、高価な鉄製繰糸器械の導入は困難であったため、フランス・イタリア式を折衷した木製繰糸器械(諏訪式繰糸機)も発明された(武居代次郎)。また、製糸工場では寄宿制と低賃金、劣悪な労働環境で働く製糸女工が存在していたことも当時から指摘され、『あゝ野麦峠』などで描かれた。一方で過酷な農作業からの解放や高収入が得られたともされる。